# Episodi di Penny on M.A.R.S. (terza stagione)
La terza stagione e ultima  della serie televisiva Penny on M.A.R.S. è andata in onda nel Regno Unito dal 17 febbraio su Disney Channel UK. In Italia sarà disponibile dal 3 luglio 2020 in streaming su Disney+.
| n. | Episodio                  | Prima TV Italia |
| -- | ------------------------- | --------------- |
| 1  | L'altra parte del mondo   | 3 luglio 2020   |
| 2  | Il brutto anatroccolo     | 3 luglio 2020   |
| 3  | Bentornata, Mamma         | 3 luglio 2020   |
| 4  | Una sorpresa sgradita     | 3 luglio 2020   |
| 5  | Il talent show!           | 3 luglio 2020   |
| 6  | Solo amici?               | 3 luglio 2020   |
| 7  | Prima ballerina           | 3 luglio 2020   |
| 8  | Ospiti inattesi           | 3 luglio 2020   |
| 9  | Pettegolezzi              | 3 luglio 2020   |
| 10 | Andiamo a prendere Pete!  | 3 luglio 2020   |
| 11 | Chi arriverà alle finali? | 3 luglio 2020   |
| 12 | Il musical del M.A.R.S.   | 3 luglio 2020   |
| 13 | Le finali                 | 3 luglio 2020   |